# Heinz-Harald Frentzen
Heinz-Harald Frentzen (Mönchengladbach, Njemačka, 18. svibnja 1967.) je njemački automobilist najpoznatiji po karijeri u Formuli 1. Tijekom te karijere, duge 9 godina, promijenio je pet F1 momčadi - Sauber, Williams, Jordan, Prost i Arrows, prije nego što se 2003. povukao iz Formule 1.

## Počeci
Frentzen je rođen u njemačkom gradu Mönchengladbachu u pokrajini Sjeverna Rajna-Vestfalija, od oca Nijemca i majke Španjolke. Nakon pet godina provedenih u kartingu, Frentzen se 1986. u dobi od 18 godina počinje natjecati u njemačkom prvenstvu Formula Ford 2000. Tijekom svoje karting karijere, finacirao ga je otac koji je imao ulogu šefa momčadi i glavnog mehaničara. Tijekom dvije sezone u Formuli Ford, Frentzen je 1987. osvojio naslov vice-prvaka, iako nije sudjelovao u svim utrkama.
1988. Frentzen je napredovao u njemačkom Formula Opel Lotus prvenstvu, u momčadi bivšeg F1 vozača Jochena Massa, koji je bio impresioniran Frentzenovim nastupima u Formuli Ford. Tijekom svoje prve godine u Formuli Opel Lotus, Frentzen je osvojio naslov prvaka. Paralelno je sudjelovao i u Formula Opel Lotus Euroseriji gdje je osvojio 6. mjesto.
Sljedeće godine, 1989. Frentzen je napravio korak dalje, nastupajući u njemačkom Formula 3 prvenstvu. Tamo se njemački vozač natjecao protiv budućih zvijezda Formule 1, kao što su Michael Schumacher i Karl Wendlinger. U to vrijeme, Bernie Ecclestone, vlasnik F1, vršio je golem pritisak na Frentzena i Michaele Schumachera da pristupe Formuli 1. Stoga je Njemački nacionalni motosport odbor odlučio podržati Frentzena i Michaela Schumachera. Odlučeno je da će Formuli 1 pristupiti onaj vozač koji prvi pobijedi na utrci Formule 3. Odluka o pobjedniku odlučena je u kontroverznoj utrci u austrijskom Zeltwegu u kojoj je Schumacher pobijedio. Na kraju utrke Frentzen ga je optužio da ga je ovaj namjerno izbacio sa staze. Međutim, Schumacher nije ušao u Formulu 1, nego Karl Wendlinger koji je osvojio Formula 3 prvenstvo. Drugo mjesto zajednički su dijelili Frentzen i Schumacher (dvije utrke s identičnim brojem bodova).

## Formula 1

### Sauber (1994. – 1996.)
1994. Frentzen debitira u Formuli 1, u momčadi Sauber, gdje mu je timski kolega bio poznanik iz Formule 3, Karl Wendlinger. Sauberovi bolidi tada su koristili Mercedesovim motore. Svojim vožnjama, Frentzen je impresionirao Franka Williamsa koji je njemačkog vozača pitao da li bi volio zamijeniti Ayrtona Sennu u Williamsu, nakon Brazilčeve tragične pogibilje u San Marinu. Međutim, Frentzen je odbio ponudu, odlučivši ostati u Sauberu. Tako je svojim uspješnim nastupima omogućio Sauberu da zadrži dobar momčadski poredak, nakon što je Karl Wendlinger ozbiljno ozlijeđen na Velikoj nagradi Monaka.
1995. Sauber počinje koristiti nove Ford Cosworth motore te Frentzen prvi puta stupa na podij, a sezonu završava na 9. mjestu. Nažalost, sljedeće godine Sauberovi bolidi postaju nepouzdani te njegovi vozači često odustaju od utrke. To je uzrokovalo Frentzenov pad na ljestvici vozača. Sezonu je obilježila i kaotična, te s mnogo kiše natopljena, Velika nagrada Monaka.

### Williams (1997. – 1998.)
Frentzen je u sezoni 1997. zamijenio tadašnjeg svjetskog prvaka Damona Hilla u momčadi Williams Renaulta. Williams je tada bio uspješna momčad koja je u razdoblju od 1992. do 1997. osvojila četiri naslova prvaka u F1.
Na prvoj utrci sezone, Velikoj nagradi Australije, Frentzen je vodio u prvom zavoju kao i tijekom same utrke, sve do prvog pit-stopa. Nakon toga bio je treći tijekom utrke, no eksplodirala mu je disk kočnica te je od utrke morao odustati. Te godine osvojio je i prvu pobjedu, na Velikoj nagradi San Marina, no odnosi u momčadi bili su razočaravajući. Razlog tome bila je loša atmosfera u momčadi (za razliku od Saubera) te Frentzenovi loši odnosi s Patrickom Headom.
Iako je Nijemac u mnogim kvalifikacijama za utrke ostvarivao dobra mjesta, u samim utrkama je njegov timski kolega Jacques Villeneuve je bio bolji od njega, te je iste sezone postao novi prvak F1.
Nakon što je Michael Schumacher na kraju sezone diskvalificiran, Heinz Harald Frentzen je napredovao iz trećeg na drugo mjesto te postao viceprvak Formule 1, iza klupskog kolege Villneuevea.
Sljedeće sezone Williams više nije koristio odlične Renaultove motore, te su umjesto njih korišteni lošiji motore marke Mecachrome. Također, član Williamsa, Adrian Newey, prešao je u konkurentski McLaren.
Ipak, Frentzen je dobro započeo sezonu, završivši kao treći na prvoj utrci sezone. Međutim, Ferrari i McLaren bili su previše moćni, da bi Williams držao korak s njima.
Sezonu je Frentzen završio na razočaravajućem 7. mjestu s 17 bodova, dok je klupski kolega Villneueve bio 5. s četiri boda više. Oba vozača su završetkom sezone napustila Williams, u koji ulaze Alex Zanardi i Ralf Schumacher. Villneueve odlazi u BAR (British American Racing) a Frentzen u Jordan.

### Jordan (1999. – 2001.) i Prost (2001.)
1999. godina je za Frentzena vjerojatno uz 1997. bila jedna od najuspješnijih sezona u karijeri. Vozio je za momčad Jordana koja je koristila Mugen-Honda motore. U sezoni je osvojio dvije pobjede (VN Francuske i VN Italije) te je u većini utrka osvajao bodove. Sezonu je završio na 3. mjestu te je po mišljenju mnogih bio vozač godine.
2000. i 2001. bile su kritične za Hondu, jer je sa svojim motorima, osim Jordana, počela opskrbljivati momčad BAR-a. Frentzen je 2000. osvojio dva podija, što su ujedno bili i najbolji rezultati Jordana. Sama momčad je na ljestvici konstruktora završila na 6. mjestu, iza Brittish American Racinga.
2001. je zbog malog broja osvojenih bodova, ozljeda i neslaganja u tehničkom smislu s momčadi (Frentzen je navodno ponudio platiti iz vlastitog džepa za promjene na svojem bolidu), momčad Jordana je izbacila Frentzena iz tima te umjesto njega dovela Jeana Alesija.
Frentzen je ostatak sezone proveo vozeći za momčad Prost te uspio ostvariti solidan rezultat, prije totalnog kolapsa momčadi koji je uslijedio krajem sezone.

### Arrows (2002.) i Sauber (2003.)
2002. Frentzen je vozio za momčad Arrowsa. Ostvario je nekoliko impresivnih nastupa, osvojivši bodove u dvije utrke te nadmašivši vozače Jaguara koji su koristili iste motore. No momčad je bankrotirala u kolovozu 2002. te je s Frentzenom raskinut ugovor.
2003., u svojoj posljednjoj sezoni, Frentzen se pridružuje momčadi Saubera, gdje je i započeo karijeru u Formuli 1. Momčadski kolega bio mu je Nick Heidfeld.

## DTM
Heinz-Harald Frentzen se završetkom F1 karijere 2004., počinje natjecati u DTM prvenstvu. Bio je član momčadi Deutsche Tourenwagen Masters koja je vozila Opelove automobile. Tu odluku su mu dodatno "ohrabrili" uspjesi bivšeg kolege iz F1, Jeana Alesija, koji je ostvarivao dobre rezultate u DTM-u.
Nažalost, Frentzenova Opel Vectra koju je momčad koristila nije bila dovoljno konkurentna. Također, ne samo da su vozači Mercedesa i Audija bili bolji, nego su i vozači Opela iz drugih momčadi ostvarivali bolje rezultate. Tako je sezonu završio na 14. mjestu u ukupnom poretku.
Međutim, Frentzen je ostao u Opelovoj momčadi i 2005., gdje je sezonu završio na 8. mjestu, kao najbolje plasirani Opelov vozač. Najbolji rezultati u toj sezoni bili su mu 3. mjesto i pole position na utrci u češkom gradu Brno.
Nakon što se 2005. povukao iz Opela, Frentzen se 2006. pridružio momčadi Audija. Na prvoj utrci sezone u Hockenheimu, osvojio je treće mjesto. Sezonu je završio na 7. mjestu. Završetkom sezone napušta momčad, te u medijima izjavljuje da: "nije imao nikakvu potporu svoje momčadi."

## Karijera 2008.
U travnju 2008. Frentzen je u Bahreinu vozio utrke Speedcar serije za sezonu 2007./08., dok u sljedećoj sezoni 2008./09. vozi sve utrke Speedcar serije.
Frentzen se natjecao i u utrci 24 sata Le Mansa vozeći za momčad Aston Martin Racing. Vozio je automobil Aston Martin DBR9, a momčadski kolege u timu bili su mu Karl Wendlinger i Andrea Piccini. Momčad se natjecala u klasi GT1. Aston Martin Racing završio je utrku na 4. mjestu u klasi, te na 16. mjestu u ukupno poretku.
Također, Frentzen je 2008. izgradio HHF - vlastito hibridno konceptno vozilo. Vozilom se natjecao u utrci 24 sata Nürburgringa u svojoj vlastitoj momčadi. Frentzen je kupio i doradio automobil Gumpert Apollo s 3.3 litrenim V8 Biturbo motorom koji je postizao snagu od 520 KS te elektromotorom koji je razvijao snagu od 136 KS. Iako je Frentzen završio utrku u Nürburgringu, automobil nije klasificiran zbog dva kvara na konvencionalnom mjenjaču.

## Zanimljivosti
- Frentzenov otac radio je kao šef groblja
- mediji su vozača često nazivali HHF, koristeći njegove inicjale umjesto punog imena
- sadašnja supruga Michaela Schumachera bivša je Frentzenova djevojka.[2][3]

## Trkački rezultati

### Rezultati u Formuli 3000
| Godina | Momčad              | Šasija      | Motor       | 1         | 2         | 3         | 4      | 5        | 6       | 7      | 8     | 9         | 10        | 11      | Uk. mjesto | Uk. bodova |
| ------ | ------------------- | ----------- | ----------- | --------- | --------- | --------- | ------ | -------- | ------- | ------ | ----- | --------- | --------- | ------- | ---------- | ---------- |
| 1990.  | Eddie Jordan Racing | Reynard     | Mugen Honda | DON Odus. | SIL Odus. | PAU Odus. | JER 17 | MNZ Odus | PER 5   | HOC 6  | BRH 7 | BIR Odus  | BUG Odus  | NOG DNQ | 18.        | 3          |
| 1991.  | Vortex Motorsport   | Lola T91/50 | Mugen Honda | VAL Odus. | PAU Odus. | JER 12    | MUG 6  | PER 5    | HOC DNQ | BRH 12 | SPA 5 | BUG Odus. | NOG Odus. |         | 14.        | 5          |

### Rezultati u Formuli 1
(legenda) (Utrke označene debelim slovima označuju najbolju startnu poziciju) (Utrke označene kosim slovima označuju najbrži krug utrke)
| Godina | Momčad                       | Šasija        | Motor                         | 1         | 2         | 3         | 4         | 5         | 6         | 7         | 8         | 9         | 10        | 11        | 12        | 13        | 14        | 15        | 16        | 17        | Uk. mjesto | Uk. bodova |
| ------ | ---------------------------- | ------------- | ----------------------------- | --------- | --------- | --------- | --------- | --------- | --------- | --------- | --------- | --------- | --------- | --------- | --------- | --------- | --------- | --------- | --------- | --------- | ---------- | ---------- |
| 1994.  | Sauber Mercedes              | Sauber C13    | Mercedes 2175B 3.5 V10        | BRA Odus. | PAC 5     | SMR 7     | MON DNS   | ŠPA Odus. | KAN Odus. | FRA 4     | VB 7      | NJE Odus. | MAĐ Odus. | BEL Odus. | ITA Odus. | POR Odus. | EUR 6     | JAP 6     | AUS 7     |           | 13.        | 7          |
| 1995.  | Red Bull Sauber Ford         | Sauber C14    | Ford ECA Zetec-R 3.0 V8       | BRA Odus. | ARG 5     | SMR 6     | ŠPA 8     | MON 6     | KAN Odus. | FRA 10    | VB 6      | NJE Odus. | MAĐ 5     | BEL 4     | ITA 3     | POR 6     | EUR Odus. | PAC 7     | JAP 8     | AUS Odus. | 9.         | 15         |
| 1996.  | Red Bull Sauber Ford         | Sauber C15    | Ford JD Zetec-R 3.0 V10       | AUS 8     | BRA Odus. | ARG Odus. | EUR Odus. | SMR Odus. | MON 4     | ŠPA 4     | KAN Odus. | FRA Odus. | VB 8      | NJE 8     | MAĐ Odus. | BEL Odus. | ITA Odus. | POR 7     | JAP 6     |           | 12.        | 7          |
| 1997.  | Rothmans Williams Renault    | Williams FW19 | Renault RS9 3.0 V10           | AUS 8     | BRA 9     | ARG Odus. | SMR 1     | MON Odus. | ŠPA 8     | KAN 4     | FRA 2     | VB Odus.  | NJE Odus. | MAĐ Odus. | BEL 3     | ITA 3     | AUT 3     | LUX 3     | JAN 2     | EUR 6     | 2.         | 42         |
| 1998.  | Winfield Williams            | Williams FW20 | Mecachrome GC37-01 V10        | AUS 3     | BRA 5     | ARG 9     | SMR 5     | ŠPA 8     | MON Odus. | KAN Odus. | FRA 15    | VB Odus.  | AUT Odus. | NJE 9     | MAĐ 5     | BEL 4     | ITA 7     | LUX 5     | JAP 5     |           | 7.         | 17         |
| 1999.  | Benson & Hedges Jordan       | Jordan 199    | Mugen Honda MF-301 HD 3.0 V10 | AUS 2     | BRA 3     | SMR Odus. | MON 4     | ŠPA Odus. | KAN 11    | FRA 1     | VB 4      | AUT 4     | NJE 3     | MAĐ 4     | BEL 3     | ITA 1     | EUR Odus. | MAL 6     | JAP 4     |           | 3.         | 54         |
| 2000.  | Benson & Hedges Jordan       | Jordan EJ10   | Mugen Honda MF-301 HD 3.0 V10 | AUS Odus. | BRA 3     | SMR Odus. | VB 17     | ŠPA 6     | EUR Odus. | MON 10    | KAN Odus. | FRA 7     | AUT Odus. |           |           |           |           |           |           |           | 9.         | 11         |
| 2000.  | Benson & Hedges Jordan       | Jordan EJ10B  | Mugen Honda MF-301 HE 3.0 V10 |           |           |           |           |           |           |           |           |           |           | NJE Odus. | MAĐ 6     | BEL 6     | ITA Odus. | SAD 3     | JAP Odus. | MAL Odus. | 9.         | 11         |
| 2001.  | Benson & Hedges Jordan Honda | Jordan EJ11   | Honda RA001E 3.0 [V10         | AUS 5     | MAL 4     | BRA 11    | SMR 6     | ŠPA Odus. | AUT Odus. | MON Odus. | KAN PO    | EUR Odus. | FRA 8     | VB 7      | NJE       |           |           |           |           |           | 13.        | 6          |
| 2001.  | Prost Acer                   | Prost AP04    | Acer 3.0 V10                  |           |           |           |           |           |           |           |           |           |           |           |           | MAĐ Odus. | BEL 9     | ITA Odus. | SAD 10    | JAP 12    | 13.        | 6          |
| 2002.  | Orange Arrows                | Arrows A23    | Cosworth CR-3 3.0 V10         | AUS DSQ   | MAL 11    | BRA Odus. | SMR Odus. | ŠPA 6     | AUT 11    | MON 6     | KAN 13    | EUR 13    | VB Odus.  | FRA DNQ   | NJE Odus. | MAĐ       | BEL       | ITA       |           |           | 18.        | 2          |
| 2002.  | Sauber Petronas              | Sauber C21    | Petronas 02A 3.0 V10          |           |           |           |           |           |           |           |           |           |           |           |           |           |           |           | SAD 13    | JAP       | 18.        | 2          |
| 2003.  | Sauber Petronas              | Sauber C22    | Petronas 03A 3.0 V10          | AUS 6     | MAL 9     | BRA 5     | SMR 11    | ŠPA Odus. | AUT DNS   | MON Odus. | KAN Odus. | EUR 9     | FRA 12    | VB 12     | NJE Odus. | MAĐ Odus. | ITA 13    | SAD 3     | JAP Odus. |           | 11.        | 13         |

### Rezultati u DTM-u
| Godina | Momčad | 1          | 2      | 3      | 4         | 5         | 6      | 7         | 8      | 9         | 10        | 11      | Uk. mjesto | Uk. bodova |
| ------ | ------ | ---------- | ------ | ------ | --------- | --------- | ------ | --------- | ------ | --------- | --------- | ------- | ---------- | ---------- |
| 2004.  | Opel   | HOC1 11    | EST 12 | ADR 12 | EUR Odus. | NOR Odus. | SHA* 7 | NÜR Odus. | OSC 14 | ZAN Odus. | BRN 6     | HOC2 12 | 14.        | 3          |
| 2005.  | Opel   | HOC1 Odus. | EUR 14 | SPA 15 | BRN 3     | OSC 14    | NOR 6  | NÜR 12    | ZAN 3  | EUR 7     | IST Odus. | HOC2 18 | 8.         | 17         |
| 2006.  | Audi   | HOC1 3     | EUR 13 | OSC 4  | BRA 17    | NOR 11    | NÜR 6  | ZAN 5     | CAT 3  | BUG 10    | HOC2 14   |         | 7.         | 24         |

## Vanjske poveznice
- Službena web stranica Heinza Haralda Frentzena
- Službena web stranica momčadi Hybrid Racing AG  Arhivirana inačica izvorne stranice od 17. listopada 2008. (Wayback Machine)